# آکو اورکو
آکو اورکو (به اسپانیایی: Aqu Urqu) یک کوه در پرو است که در منطقه آیاکوچو واقع شده‌است. آکو اورکو ۴٬۶۰۰ متر بالاتر از سطح دریا واقع شده‌است.